# Pieter Seyffert
Pour les articles homonymes, voir Seyfert.
Pieter Seyffert, né le 27 décembre 1986 à Johannesbourg, est un coureur cycliste sud-africain.

## Biographie
En juillet 2013, il est suspendu deux ans pour dopage à la phentermine, un stimulant interdit. 

## Palmarès
- 2010
  - 2e étape du Tour des Philippines

## Classements mondiaux
| Année           | 2007 | 2008 | 2009 | 2010 | 2011 | 2012 | 2013 | 2014 | 2015 | 2016 | 2017 | 2018 | 2019 |
| --------------- | ---- | ---- | ---- | ---- | ---- | ---- | ---- | ---- | ---- | ---- | ---- | ---- | ---- |
| UCI Africa Tour | 122e |      | 117e | 162e |      |      |      |      |      |      |      |      | 199e |